# .ms
.ms là tên miền quốc gia cấp cao nhất (ccTLD) của Montserrat. Microsoft đã bắt đầu sử tên miền này làm tên viết tắt không có kế hoạch với các dự án như popfly.ms.